# Horisme repedata
Horisme repedata là một loài bướm đêm trong họ Geometridae.